# Ceratina subquadrata

Ceratina subquadrata är en biart som beskrevs av Frederick Smith 1854.
Ceratina subquadrata ingår i släktet märgbin och familjen långtungebin. Inga underarter finns listade i Catalogue of Life.